# Armée de l'air égyptienne
 (décembre 2021).
Si vous disposez d'ouvrages ou d'articles de référence ou si vous connaissez des sites web de qualité traitant du thème abordé ici, merci de compléter l'article en donnant les références utiles à sa vérifiabilité et en les liant à la section « Notes et références ».
La force aérienne égyptienne (arabe : القوات الجوية المصرية, Al-Qūwāt al-Gawwīyä al-Miṣrīy}) est la force aérienne de l'Égypte, et l'une des composantes des Forces armées égyptiennes. Elle est responsable de toutes les missions aéroportées de défense et exploite tous les avions militaires, y compris ceux qui sont utilisés à l'appui de l'armée égyptienne, de la marine égyptienne et les Forces de la défense aérienne égyptienne. Ces dernières ont été créées comme un commandement séparé dans les années 1970 et coordonnent avec l'Armée de l'Air l'intégration des opérations aériennes et de défense aérienne au sol. La Force aérienne égyptienne est dirigée par un maréchal de l'air (équivalent lieutenant-général).

## Historique

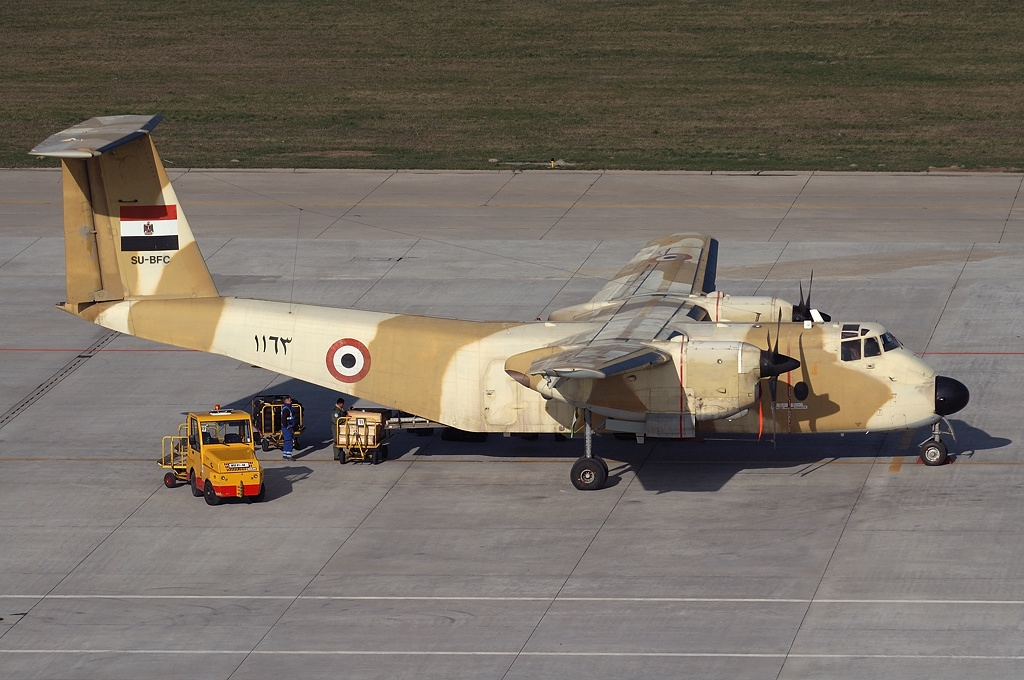
DHC-5D Égyptien.

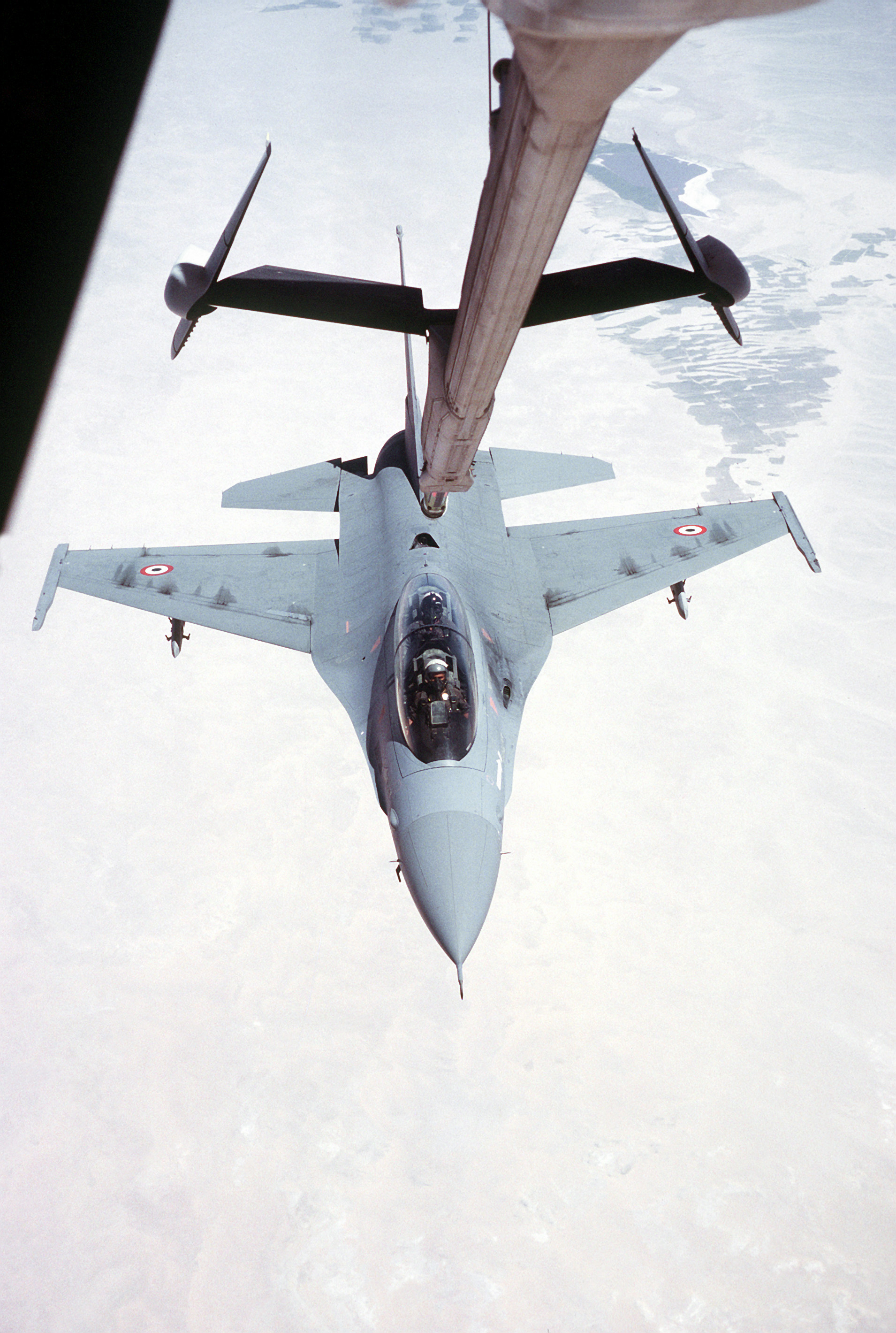
F-16 Égyptien au-dessus du désert.

Elle a été créée en 1932, et est devenue une force aérienne indépendante en 1937. Il y avait peu d'implication dans la Seconde Guerre mondiale. De 1948 à 1973, elle a pris part avec des résultats généralement médiocres, dans quatre guerres séparées avec Israël, ainsi que la guerre d'usure. Elle a également soutenu l'armée égyptienne pendant la guerre civile du Yémen du Nord ou cinq escadrons de l'armée égyptienne sont impliqués entre 1962 et 1967 du côté des républicains et la guerre égypto-libyenne de 1977. De 1977 à 2011, elle a vu pratiquement aucun combat, mais elle a participé à de nombreux exercices, y compris les opérations Bright Star (en). Depuis 1992, l'Armée de l'Air égyptienne a également fourni un appui aérien à la police et d'autres organismes de sécurité nationale engagés dans la guerre contre le terrorisme. Au cours des années 2010, la force aérienne a agi dans l'insurrection du Sinaï, la deuxième guerre civile libyenne et l'opération Tempête décisive.
Presque entièrement détruite au cours de la guerre des Six Jours alors qu'elle était équipée d'avions soviétiques, elle s'est reconstruite et modernisée après son rapprochement vers les États-Unis, et dispose dans les années 2010, entre autres de 220 chasseurs F-16 d'origine américaine reçus entre 1982 et 2013, d'une vingtaine de Mirage 2000 dont elle était le premier client étranger dans les années 1980, a reçu 24 Dassault Rafale depuis juillet 2015 et a commandé 46 MiG-29 russes en 2015 et une vingtaine de Su-35 en 2018, finalement annulé en 2022 pour ce dernier. Les MiG-21MF ont été vendus à la Libye.
Un moins un Mig-29 égyptien  est détruit et deux à quatre endommagés, ainsi qu'un un hélicoptère Mil Mi-17, sur la base aérienne de Merowe au Soudan lors de la tentative de coup d'État de d'avril 2023 dans ce pays.

## Rôle et composition
Le rôle principal de la force aérienne égyptienne est la défense aérienne de la nation, avec des tâches secondaires des opérations de frappe et de soutien de l'armée. La force aérienne égyptienne assure le transport officiel du gouvernement et effectue des opérations internationales de sauvetage et de recherche dans le désert, la mer Méditerranée et la mer Rouge.
Elle est considérée comme l’une des 10 plus grandes forces aériennes mondiales avec des avions de chasse de haute technologie allant du Rafale français au F-16 block 52 américain et Soukhoï Su-35 Russe.
Elle dispose depuis le début de l'année 2014 de 1 100 aéronefs de combat dont 245 hélicoptères armés, ce qui en fait, en nombre, la plus importante force aérienne de l'Afrique et du Moyen-Orient.
En 2014, l'IISS a estimé l'effectif actif total de la Force aérienne égyptienne à environ 30 000 personnes dont 10 000 conscrits, avec des réserves de 20 000 personnes.
L'Égypte importe son armement aérien, et son matériel est d'origines très diverses reflétant ses changements d'alliances et ses relations diplomatiques.
Les appareils en service en 2023 sont les suivants, :
| Aéronefs                             | Origine                      | Type                                                         | En service      | Versions                       | Notes |
| Avion de chasse                      | Avion de chasse              | Avion de chasse                                              | Avion de chasse | Avion de chasse                | Avion de chasse |
| ------------------------------------ | ---------------------------- | ------------------------------------------------------------ | --------------- | ------------------------------ | --- |
| Lockheed Martin F-16 Fighting Falcon | États-Unis                   | Avion multirôle                                              | 26613938        | F16AF16BF16CF16D               | Reçus entre 1982 et 2013 46 unités ont été construites sous licence par Turkish Aerospace                                                                      |
| Dassault Rafale                      | France                       | Avion multirôle                                              | 468             | DMEM                           | |
| Dassault Mirage 2000                 | France                       | Avion multirôle                                              | 153             | 2000EM2000BM                   | |
| Dassault Mirage 5                    | France                       | Avion de chasseAvion d'attaque au solAvion de reconnaissance | 36126           | 5 SD/E5 E25 SDR                | En 2004, 19 Mirage aboudhabiens ont été achetés aux Émirats arabes unis.                                                                                       |
| Mikoyan-Gourevitch MiG-29            | Russie                       | Avion multirôle                                              | 44              | M/M2                           | |
| Avion de transport                   |                              |                                                              |                 |                                | |
| Lockheed C-130 Hercules              | États-Unis                   | Avion de transport Avion de surveillance                     | 2132            | C-130HC-130H-30VC-130H (ELINT) | |
| Antonov An-74                        | Ukraine                      | Avion de transport                                           | 3               | An-74TK-200                    | |
| Ilyushin Il-76                       | Union soviétique             | Avion de transport lourd                                     | 2               | Il-76MF                        | Achetés à l'armée jordanienne en 2019. |
| CASA C-295                           | Espagne                      | Avion de transport                                           | 20 (4)          | C-295M                         | |
| de Havilland Canada DHC-5 Buffalo    | Canada                       | Avion de transport                                           | 9               | DHC-5D                         | |
| Beech 1900 King Air ExecLiner        | États-Unis                   | Avion d'affaires Avion de surveillance                       | 4               | 1900C1900 (ELINT)              | |
| AWACS                                |                              |                                                              |                 |                                | |
| Grumman E-2 Hawkeye                  | États-Unis                   | AWACS                                                        | 7               | E-2C                           | |
| Avion d'entraînement                 |                              |                                                              |                 |                                | |
| Grob G 115                           | Allemagne                    | Avion d'entraînement primaire                                | 74              | G-115EG                        | |
| Nanghang K-8 Karokorum               | Chine                        | Avion d'entraînement                                         | 120             | K-8E                           | |
| Aero L-39 Albatros                   | Tchéquie                     | Avion d'entraînement                                         | 3510            | L-59EL-39ZO                    | |
| Alpha Jet                            | France/ Allemagne de l'Ouest | Avion d'attaque au solAvion d'entraînement                   | 1531            | MS2E                           | 30 Alpha Jet MS1 (26 assemblés par l'Industrie Aéronautique Égyptienne (AOI) à Hélouan) et 15 MS2 (11 assemblés en Égypte) sont réceptionnés à partir de 1978. |
| Embraer EMB 312                      | Brésil                       | Avion d'entraînement                                         | 54              |                                | |
| Hélicoptère                          |                              |                                                              |                 |                                | |
| Boeing AH-64 Apache                  | États-Unis                   | Hélicoptère de combat                                        | 56              | AH-64D/E                       | |
| Sikorsky UH-60 Black Hawk            | États-Unis                   | Hélicoptère de transport                                     | 44(+2)          | UH-60LS-70                     | |
| Boeing CH-47 Chinook                 | États-Unis                   | Hélicoptère de transport lourd                               | 316(+6)         | CH-47CCH-47D                   | |
| Sud-Aviation Gazelle                 | France                       | Hélicoptère léger polyvalent                                 | 655             | SA342KSA342L                   | |
| Mil Mi-8                             | Union soviétique             | Hélicoptère de transport                                     | 40              |                                | |
| Mil Mi-24                            | Russie                       | Hélicoptère de combat                                        | 12              | Hind E                         | |
| Ka-52                                | Russie                       | Hélicoptère de combat                                        | 46              | Nile Crocodile                 | |
| Westland WS-61 Sea King              | Royaume-Uni                  | Hélicoptère de transportHélicoptère de surveillance (ELINT)  | 244             | CommandoCommando Mk2E (ECM)    | |
| Kaman SH-2G Super Seasprite (en)     | États-Unis                   | Hélicoptère de lutte ASM                                     | 10              | SH-2G                          | |
| AgustaWestland AW139                 | Italie                       | Hélicoptère polyvalent (SAR)                                 | 2               |                                | |
| Drone                                |                              |                                                              |                 |                                | |
| BAE Systems SkyEye (en)              | Royaume-Uni                  | Drone de reconnaissance                                      | 35              |                                | |
| Teledyne-Ryan 324 Scarab             | États-Unis                   | Drone de reconnaissance                                      | 54              |                                | 54 livrés en 1988. |